# Partido Comunista Revolucionario (Bolivia)
Es un Partido Marxista-leninista en Bolivia que se organiza en 2014.  Su periódico se llama Tinta Roja y se distribuye a nivel nacional. Se desactivó y desarticuló en 2020.

## Entronque Histórico
Los primeros grupos comunistas en Bolivia se organizaron desde la segunda década del siglo XX, impulsados por la victoria de la Gran Revolución Socialista de octubre de 1917; a partir del Centro de Estudios Obreros, Periódico ‘Bandera Roja’, células comunistas, Comité Central Provisorio, Partidos Comunistas (Primeros PCs, PCB, PCB(ml)), Partido de la Izquierda Revolucionaria (PIR), Ejército de Liberación Nacional (PRTB-ELN, CNPZ-ELN), entre otras agrupaciones que históricamente han dado los mejores cuadros a la lucha revolucionaria. Los comunistas bolivianos tenemos un legado de lucha por la reforma agraria, las libertades democráticas más plenas, mejores condiciones de vida, estudio y trabajo para las amplias mayorías populares, y finalmente por la democracia popular y la revolución socialista.
- Datos: Q65160611